# Kate Mara
Kate Rooney Mara, född 27 februari 1983 i Bedford i New York, är en amerikansk skådespelare. 
Hon har medverkat i Netflix politiska dramaserie House of Cards som journalisten Zoe Barnes och dessutom spelat i Fox-serien 24 som datoranalytikern Shari Rothenberg. Hon filmdebuterade 1999 i Random Hearts, och har därtill medverkat i filmer som Brokeback Mountain (2005), We Are Marshall (2006), Shooter (2007), Transsiberian (2008), Stone of Destiny (2008), The Open Road (2009), Transcendence (2014), Fantastic Four (2015) och The Martian (2015). Kate Mara medverkade därtill i filmerna The Heyday of the Insensitive Bastards (2015) samt Megan Leavey (2017).

## Uppväxt
Kate Mara föddes och växte upp i Bedford i New York. Hon är dotter till Timothy Christopher Mara, rekryteringsansvarig hos NFL och vicepresident för New York Giants program för spelarutvärdering, samt Kathleen McNulty Mara, född Rooney. Hon är näst äldst av totalt fyra syskon; hon har en äldre och en yngre bror samt en yngre syster som är skådespelaren Rooney Mara. Maras fars släkt härrör från Irland, Tyskland samt Kanadas  franskspråkiga del. Hennes mors släkt är av irländsk och italiensk härkomst.
Mara påbörjade sin karriär som skådespelare när hon var nio år gammal, då hon debuterade i en skolmusikal. Hon gick därefter i flera olika skolor med teater- och konstinriktning och var engagerad i mindre teaterprojekt och i skolpjäser. Mara beskrev sig själv i tidskriften Esquire som "plågsamt blyg" under sin uppväxt, med endast en enda vän.
Hennes första audition var för det NBC-sända polisdramat Uppdrag: Mord. Hon fick aldrig rollen, men förstod samtidigt att hon verkligen ville bli skådespelare. Mara tog examen från Fox Lane High School ett år i förväg och kom in på Tisch School of the Arts på New York University för att studera musikalisk teater, men avbröt till slut sin utbildning för att arbeta som skådespelare.[källa behövs]

## Vuxenliv
Mara är bosatt i Los Angeles i Kalifornien och i New York. I slutet av 2015 inledde Mara en relation med sin Fantastic Four-motspelare Jamie Bell, och i januari 2017 förlovade de sig. Den 17 juli 2017 meddelade paret att de hade gift sig. I maj 2019 föddes parets första barn, en dotter.
Hennes far har tio syskon och hon har 40 kusiner. Som släkting till New York Giants och Pittsburgh Steelers ägare är Mara ett fan av båda idrottslagen. Mara har skämtsamt sagt "om jag är arg på min mamma så hejar jag på Giants, och om jag är förbaskad på pappa så hejar jag på Steelers". Maras tudelade lojalitet till de båda lagen bidrog till att hon rollbesattes i filmen We Are Marshall. Hon har sjungit i samband med matcher spelade av båda lagen, och efter att ha missat att närvara då Steelers vann Super Bowl XL på grund av arbete stipulerar hennes anställningskontrakt därefter att hon alltid kan besöka idrottsevenemanget om något av de två lagen spelar.
Mara är en av företrädarna för Humane Society of the United States. Mara är vegan. År 2015 deltog hon i en kampanjvideo som marknadsförde Köttfri måndag.

## Filmografi (urval)
- 1999 – Joe the King
- 2001 – 24 (TV-serie)
- 2005 – Brokeback Mountain
- 2006 – Fireflies
- 2007 – We Are Marshall
- 2007 – Shooter
- 2007 – Full of it
- 2008 – Transsiberian
- 2009 – The Open Road
- 2010 – Iron Man 2
- 2010 – Kärlek i New York
- 2010 – 127 timmar
- 2010 – Peep World
- 2011 – American Horror Story (TV-serie)
- 2011 – Ironclad
- 2012 – Deadfall
- 2012 – 10 years
- 2012 – Tron: Uprising (TV-serie)
- 2013 – House of Cards (TV-serie)
- 2014 – Transcendence
- 2015 – Fantastic Four
- 2015 – Man Down
- 2015 – The Martian
- 2017 – The Last Kennedy
- 2022 – Call Jane